# Sphagnodela lucida
Sphagnodela lucida är en fjärilsart som beskrevs av W. Warren 1893. Sphagnodela lucida ingår i släktet Sphagnodela och familjen mätare. Inga underarter finns listade i Catalogue of Life.